# Toma de Arica (1821)
La Toma de Arica fue una acción militar acaecida durante la primera expedición de Miller a puertos intermedios, tuvo lugar el 13 de mayo de 1821, la operación estuvo dirigida por Thomas Cochrane comandante de la escuadra chilena que actuaba en conjunto con la división del ejército libertador al mando del teniente coronel Guillermo Miller.

## Antecedente
Ante el elevado número de enfermos que la división expedicionaria de Miller tuvo durante su estadía en Huacho, este ordenó el reembarque con destino al puerto de Arica, donde al llegar el 1 de mayo Cochrane preliminarmente intimó rendición al gobernador realista Anselmo Gago, quien a su vez era coronel del Batallón Ligero de Arica fuerte de 330 plazas y que contaba además con un fuerte y 6 cañones para la defensa del puerto. Ante la negativa, Cochrane bombardeó inmediatamente lugar; mas no causó gran efecto, por no poder acercarse suficientemente a las fortificaciones, con motivo de los obstáculos que ofrecía el puerto. Luego se dio en la tarea de desembarcar en la zona sur de Arica durante la noche y tras muchos trabajos y peligros sus hombres lograron saltar a tierra en una zona de peñascos y precipicios y habiendo tenido las municiones inutilizadas por el fuerte oleaje. Ante el temor de ser sorprendidos en esa condición por las tropas realistas optaron por regresar a los buques. La madrugada confirmó sus sospechas pues en las alturas de los acantilados se encontraban parapetados los soldados realistas. Un nuevo intento de desembarco al norte la noche siguiente tampoco tuvo éxito. Durante este tiempo el gobernador Gago había ordenado que los caudales del puerto fueran transportados al interior, de lo cual se percató Miller al ver que una numerosa columna de bestias de carga abandonaba el puerto.
Cochrane al ver la imposibilidad de practicar el desembarco en un punto cercano al puerto decide enviar una partida de soldados y marinos al mando de Miller con el objeto de desembarcar en el sector del Morro de Sama y dirigirse a Tacna, para este cometido se dispone de una pequeña goleta que contaba con un timón sobre puesto. El 12 de mayo, Miller logra su objetivo y emprende una dura marcha hacia Tacna. Al llegar la ciudad, en la cual ya se había producido una insurrección independentista en 1811, y ver la cordialidad y fervor por su causa, forma una columna peruana con los civiles partidarios de la independencia a la que nombra Independientes de Tacna.

## Ocupación de Arica
Paralelamente a la actividad de Miller en Tacna, Cochrane insiste en desembarcar el grueso de las tropas patriotas en un punto cercano a la ciudad de Arica, ya con más conocimientos de los emplazamientos posibles para realizar las maniobras se acercan a las pequeñas playas de caleta Quiani (playa Los Gringos y playa Miller); en la madrugada del 13 de mayo al amparo de la oscuridad de la noche desembarca por detrás del Morro el mayor Manuel José Soler con una columna de granaderos montados, mientras el navío San Martín que mandaba el capitán Guillermo Wilkinson se acerca al fuerte de la ciudad con el ánimo de batirlo. Al tener noticia de los movimientos patriotas el gobernador Gago ordenó a la guarnición de Arica evacuara el puerto, el cual indefenso fue ocupado sin resistencia por los marinos de la escuadra y se enarboló sobre las baterías de la ciudad la bandera patriota. La guarnición en retirada fue alcanzada en el Valle de Azapa por el mayor Soler quien le tomó 100 prisioneros la mayoría de los cuales con cuatro oficiales fueron admitidos en la división independentista, el gobernador Gago y el resto de la fuerza realista lograron escapar. Tras esta escaramuza Soler y sus hombres se dirigieron a Arica.
Los patriotas al tomar Arica lograron hacerse de una cantidad considerable de abastecimientos, y cuatro bergantines españoles, además de los cañones del fuerte y otra artillería de repuesto. Pero también se produjeron actos de saqueo por la marinería de la escuadra al tiempo que los Granaderos de Soler subían a la quebrada en persecución del enemigo, los cuales por su parte se condujeron con corrección y disciplina. Almacenes, pulperías y casas de particulares, entre ellas la del gobernador Gago, en la que habían quedado su joven esposa e hija, fueron totalmente pilladas y sus pertenencias llevadas a bordo del navío San Martín. Igualmente se confiscó 120.000 duros y seis barras de plata así como también gran cantidad de mercancías que se guardaban en los almacenes. Estos abusos cometidos contra la población civil fortalecieron inicialmente al partido realista.

7 de Junio. Anclamos frente a Arica alrededor del medio día, y al desembarcar encontramos el pueblo casi completamente desierto y exhibiendo en cada parte marcas de haber sido recientemente escenario de operaciones militares. Las casas habían sido forzadas y saqueadas, las puertas en su mayoría desquiciadas y retiradas, el mobiliario fue destruido, las tiendas y almacenes estaban vacíos. La mayoría de los pobladores habían huido al interior y las calles y casas vacías daban una silenciosa desolación al lugar ... Vimos familias que no tenían ni una mesa, ni una cama restante, ni una silla que ofrecernos cuando nosotros entramos y la esposa del gobernador decía que no tenía una muda de ropa... El pueblo en general se encontraba silencioso, con un profundo sentimiento de ira en sus semblantes.Testimonio del marino mercante Basil Hall.

Cuando los patriotas desembarcaron en Mayo en Arica sus habitantes eran realistas decididos y el saqueo de la ciudad por los marineros del navío San Martín había aumentado aquel sentimiento político, hasta el punto de un verdadero aborrecimiento. Entre los que más se distinguían por él, era la joven y linda esposa del coronel Gago, último gobernador realista, cuya casa había sido saqueada; hasta su piano llevado a bordo, y ella misma reducida a no tener con qué mudarse. Frecuentemente se le oyó decir, después de aquella ocurrencia, que no moriría feliz si antes no empapaba su pañuelo en la sangre de algún insurgente. Memorias del General Miller.

Según Miller a pesar de la primera impresión negativa que los marinos causaron entre la población ariqueña, el buen comportamiento de los oficiales y tropas del ejército expedicionario durante la ocupación del puerto produjo un cambio notable en la opinión pública de los civiles peruanos al punto que al momento de evacuar Arica, el 22 de julio, ante el avance del coronel español José Santos de la Hera (1792-1859), los pobladores enviaron considerable cantidad de provisiones y otros suministros para uso de los enfermos y les ayudaron eficazmente en su embarque.